# Ꞩ
Cette page contient des caractères spéciaux ou non latins. S’ils s’affichent mal (▯, ?, etc.), consultez la page d’aide Unicode.
Pour les articles homonymes, voir S barré.

À gauche, S barre oblique tel qu’utilisé en letton avant 1921 ou en bas-sorabe avant 1950.
À droite, S barré diagonalement tel qu’utilisé en luiseño ou cupeño et juaneño.

Ꞩ (minuscule ꞩ ou sa forme longue ẜ), ou S barré obliquement est une lettre additionnelle qui était utilisée dans l'écriture du letton jusqu’en 1921 lorsqu’elle est unifiée avec le S. En letton elle était aussi utilisée dans le trigramme ‹ ẜch › remplacé par le S caron ‹ Š ›. Avant 1950, elle était utilisée en bas-sorabe, et de 1931 à 1937 dans l’Alphabet nordique unifié et les alphabets du mansi et du khanty.
Bien que similaire à la lettre S barré diagonalement qui est utilisée en luiseño, cupeño et juaneño, la position et la longueur de la barre oblique ou barre diagonale n’est pas la même. 
Elle est formée d’un S diacrité par une barre inscrite oblique.

## Utilisation
Au Moyen-Âge, le s long barré obliquement ‹ ẜ › est utilisé en portugais comme abréviation de ser-, par exemple dans ẜvir pour servir, dans ẜno pour sereno, comme abréviation de sir- ou comme abréviation du mot portugais soldo ou des mots latins solidi, sed, sunt, secundum, etc..
En letton, Georg Mancelius (en) utilise le s barré dans son orthographe dans Lettisch Vademecum ou dans le dictionnaire Lettus, das ist Wortbuch publié en 1631-1641. Johann Georg Rehehusen le mentionne dans la première grammaire lettone, Manuductio ad linguam lettonicam, publiée en 1644 à Riga.
Johann Ernst Glück utilise le s barré dans Tā Svēta Grāmata, la première traduction de la Bible en letton publié en 1689.

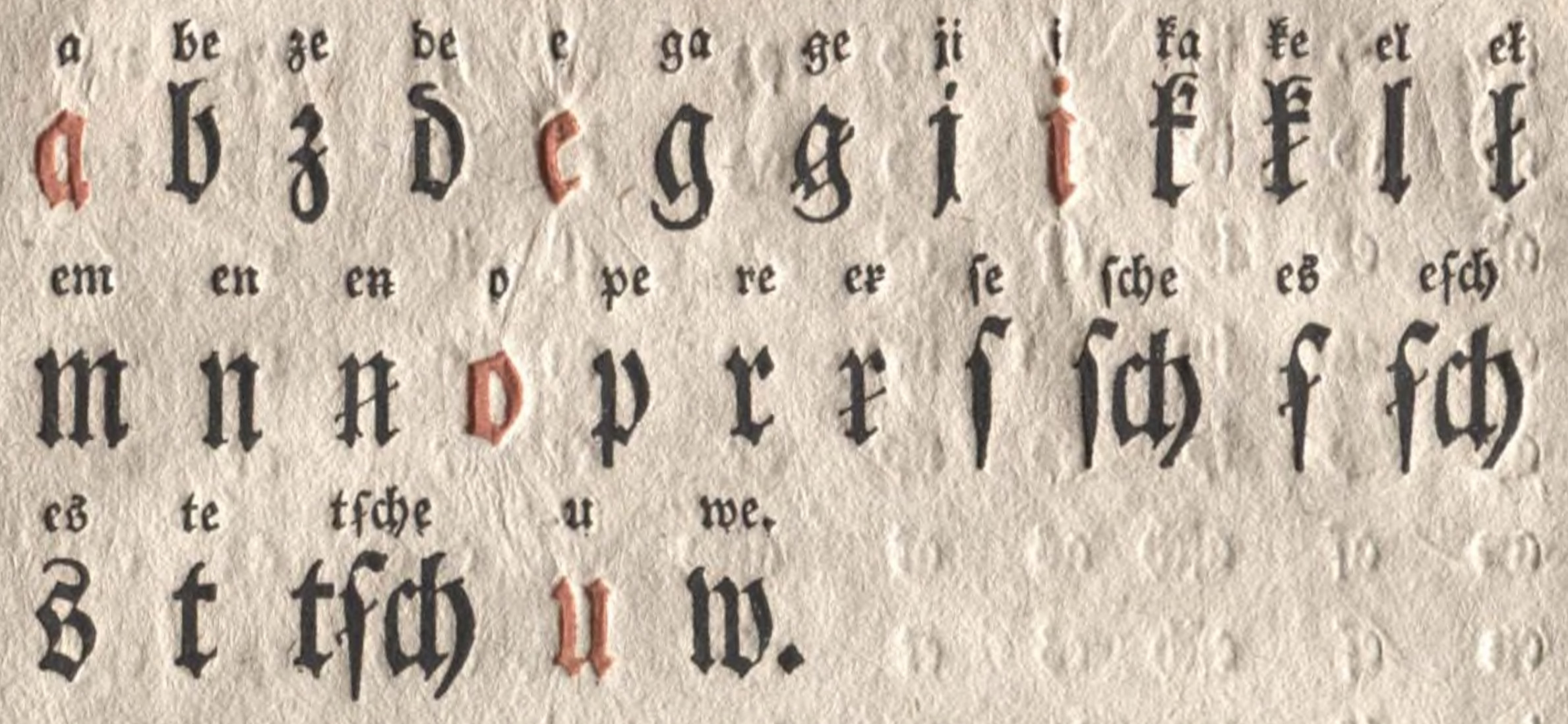
Alphabet letton avec l’écriture Fraktur en 1827.

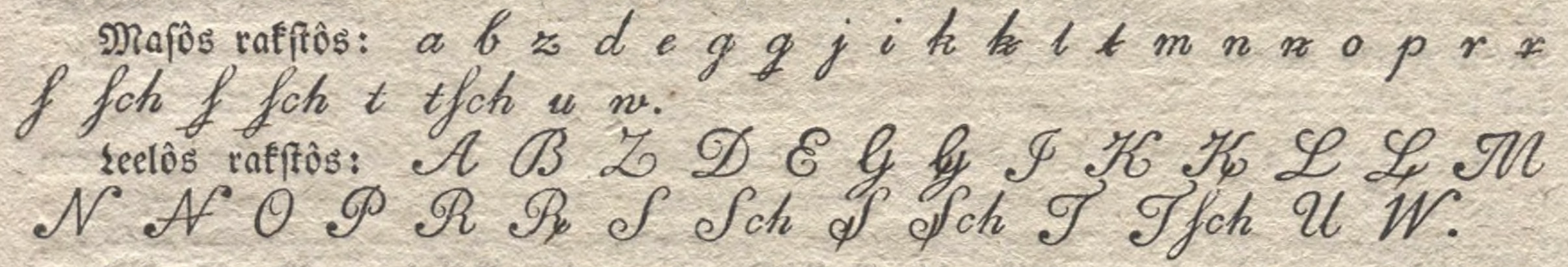
Alphabet letton avec l’écriture cursive en 1821.

Noah Webster a utilisé le s barré obliquement comme lettre accentuée avec la valeur phonétique du [z] dans plusieurs éditions de ses dictionnaires anglais américains au XIXe siècle.

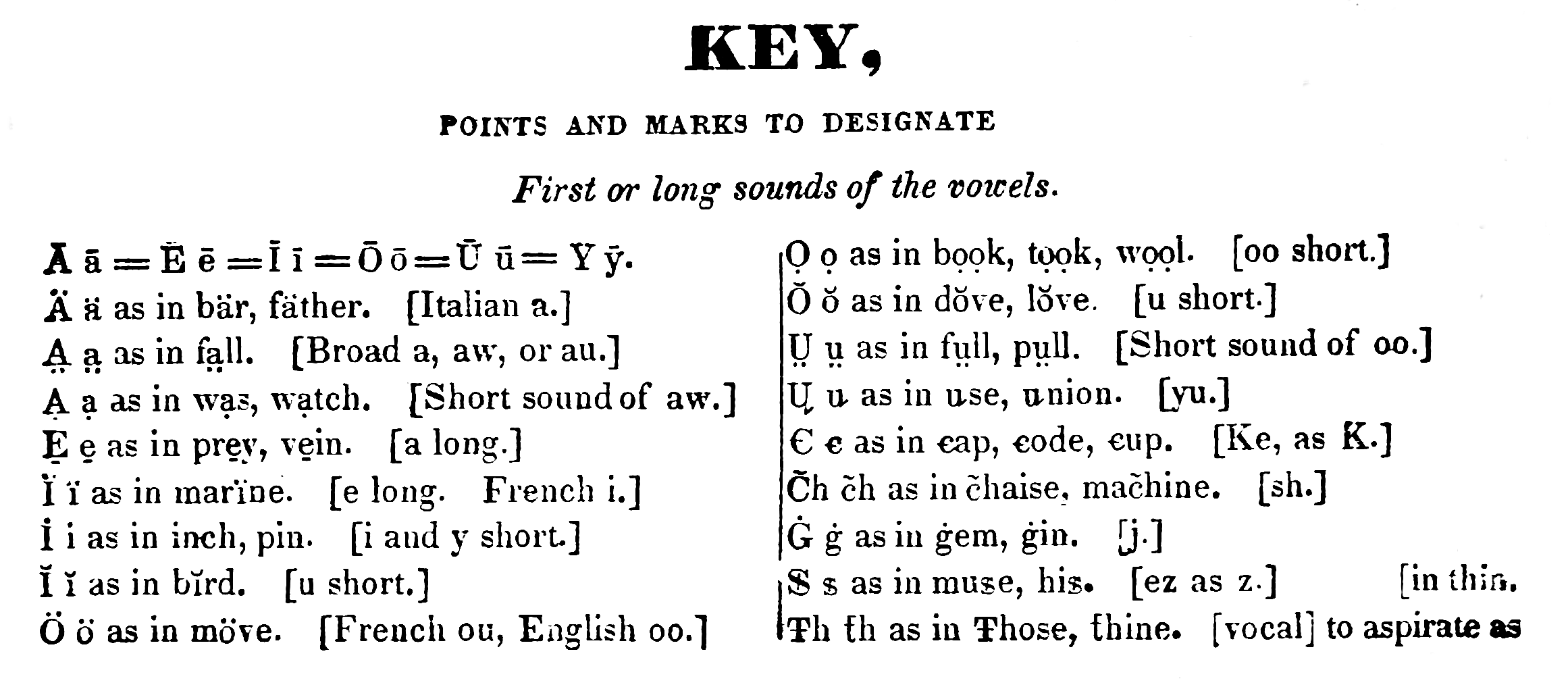
Lettres accentuées avec valeurs phonétiques dans de Noah Webster A dictionary of the English language, 1840.

Le S barre oblique est aussi utilisé dans l’alphabet latin komi de 1931 avant d’être remplacé par l’alphabet cyrillique à la fin des années 1930. Il fait notamment partie de l’alphabet nordique unifié.

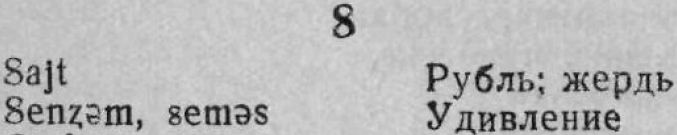
S barré obliquement de l’alphabet komi dans un dictionnaire komi-russe de 1934.

## Représentations informatiques
Cette lettre possède les représentations Unicode suivantes :
| formes           | représentations | chaînes de caractères | points de code | descriptions                                     |
| ---------------- | --------------- | --------------------- | -------------- | ------------------------------------------------ |
| capitale         | Ꞩ               | Ꞩ                     | U+A7A8         | lettre majuscule latine s barré obliquement      |
| minuscule        | ꞩ               | ꞩ                     | U+A7A9         | lettre minuscule latine s barré obliquement      |
| minuscule longue | ẜ               | ẜ                     | U+1E9C         | lettre minuscule latine s long barré obliquement |